# Кифи (Центар)
Кифи (фр. Cuffy) насеље је и општина у централној Француској у региону Центар (регион), у департману Шер која припада префектури Сент Аман Монрон.
По подацима из 2011. године у општини је живело 1113 становника, а густина насељености је износила 32,2 становника/km². Општина се простире на површини од 34,57 km². Налази се на средњој надморској висини од 180 метара (максималној 210 m, а минималној 166 m).

## Демографија
| 1962. | 1968. | 1975. | 1982. | 1990. | 1999. | 2011. |
| ----- | ----- | ----- | ----- | ----- | ----- | ----- |
| 804   | 835   | 798   | 871   | 968   | 996   | 1.113 |

График промене броја становника у току последњих година